# Cremastus inaequalis
Cremastus inaequalis là một loài tò vò trong họ Ichneumonidae.